# Ключе (Нижньосілезьке воєводство)
Ключе (пол. Klucze, нім. Klautsch) — село в Польщі, у гміні Глогув Глоговського повіту Нижньосілезького воєводства. Населення — 196 осіб (2011).
У 1975-1998 роках село належало до Легницького воєводства.

## Демографія
Демографічна структура станом на 31 березня 2011 року:
|          | Загалом | Допрацездатний вік | Працездатний вік | Постпрацездатний вік |
| -------- | ------- | ------------------ | ---------------- | -------------------- |
| Чоловіки | 96      | 22                 | 69               | 5                    |
| Жінки    | 100     | 22                 | 59               | 19                   |
| Разом    | 196     | 44                 | 128              | 24                   |